# 1-es metró (Kanton)
A kantoni 1-es metró (egyszerűsített kínai: 广州地铁1号线; pinjin: Guǎngzhōu Dìtiě Yī Hào Xiàn), vagy Zhongshanlu vonal (egyszerűsített kínai: 中山路线; pinjin: Zhōngshānglù Xiàn) Kanton legrégebbi metróvonala. 1997. június 28-án adták át Xilang és Huangsha állomás között, majd két évvel később, 1999. június 28-án hosszabbították meg a kantoni Keleti pályaudvarig (Guangzhou East Railway Station). Az 1-es vonal színe      citromsárga.

## Állomáslista
| 1 (Guangzhou East Railway Station – Xilang) |                     |                                                            |        |  |  |  |  |
| Állomás (angol név)                         | Állomás (kínai név) | Átszállás                                                  | Hely   |  |  |  |  |
|                                             |                     |                                                            |        |  |  |  |  |
| Guangzhou East Railway Station              | 广州东站            | 3-as vonal 11-es vonal (2023-tól)                          | Tianhe |  |  |  |  |
| Tianhe Sports Center                        | 体育中心            |                                                            | Tianhe |  |  |  |  |
| Tiyu Xilu                                   | 体育西路            | 3-as vonal 10-es vonal (tervezett) 13-as vonal (tervezett) | Tianhe |  |  |  |  |
| Yangji                                      | 杨箕                | 5-ös vonal                                                 | Yuexiu |  |  |  |  |
| Dongshankou                                 | 东山口              | 6-os vonal                                                 | Yuexiu |  |  |  |  |
| Martyrs' Park                               | 烈士陵园            | 12-es vonal (tervezett)                                    | Yuexiu |  |  |  |  |
| Peasant Movement Institute                  | 农讲所站            |                                                            | Yuexiu |  |  |  |  |
| Gongyuanqian                                | 公园前              | 2-es vonal                                                 | Yuexiu |  |  |  |  |
| Ximenkou                                    | 西门口              |                                                            | Yuexiu |  |  |  |  |
| Chen Clan Academy                           | 陈家祠              | 8-as vonal (2018-tól)                                      | Liwan  |  |  |  |  |
| Changshou Lu                                | 长寿路              |                                                            | Liwan  |  |  |  |  |
| Huangsha                                    | 黄沙                | 6-os vonal                                                 | Liwan  |  |  |  |  |
| Fangcun                                     | 芳村                | 11-es vonal (2023-tól) 19-es vonal (tervezett)             | Liwan  |  |  |  |  |
| Huadiwan                                    | 花地湾              |                                                            | Liwan  |  |  |  |  |
| Kengkou                                     | 坑口                |                                                            | Liwan  |  |  |  |  |
| Xilang                                      | 西朗                | Kuangfo (Guǎngfó) vonal                                    | Liwan  |  |  |  |  |
|                                             |                     |                                                            |        |  |  |  |  |

## Fordítás
- Ez a szócikk részben vagy egészben  a   Line 1, Guangzhou Metro című angol Wikipédia-szócikk fordításán alapul.  Az eredeti cikk szerkesztőit annak laptörténete sorolja fel. Ez a jelzés csupán a megfogalmazás eredetét és a szerzői jogokat jelzi, nem szolgál a cikkben szereplő információk forrásmegjelöléseként.
- Ez a szócikk részben vagy egészben  a(z)   广州地铁1号线 című kínai Wikipédia-szócikk fordításán alapul.  Az eredeti cikk szerkesztőit annak laptörténete sorolja fel. Ez a jelzés csupán a megfogalmazás eredetét és a szerzői jogokat jelzi, nem szolgál a cikkben szereplő információk forrásmegjelöléseként.

## Külső hivatkozások
- Hivatalos információs oldal (kínaiul)